# Boehmeria
Genre
Classification phylogénétique
Boehmeria est un genre de plantes à fleurs de la famille des Urticaceae. Il compte une centaine d'espèces. Certaines sont indigènes à l'Eurasie; les autres, d'Amérique. Les espèces comprend des herbacées vivaces, des arbrisseaux et des petits arbustes. Bien qu'apparenté aux orties, le genre n'a pas de poils urticants.

## Espèces
- Boehmeria aspera  Wedd.
- Boehmeria biloba
- Boehmeria bullata Kunth
- Boehmeria burgeriana Wilmot-Dear, Friis & Kravts.
- Boehmeria caudata Sw.
- Boehmeria coriacea Killip
- Boehmeria cylindrica (L.) Sw.
- Boehmeria grandis (Hook. et Arn.) Heller
- Boehmeria nivea (L.) Gaudich.
- Boehmeria pavonii Wedd.
- Boehmeria platanifolia
- Boehmeria radiata W. C. Burger
- Boehmeria ramiflora Jacq.
- Boehmeria repens (Griseb.) Weddell

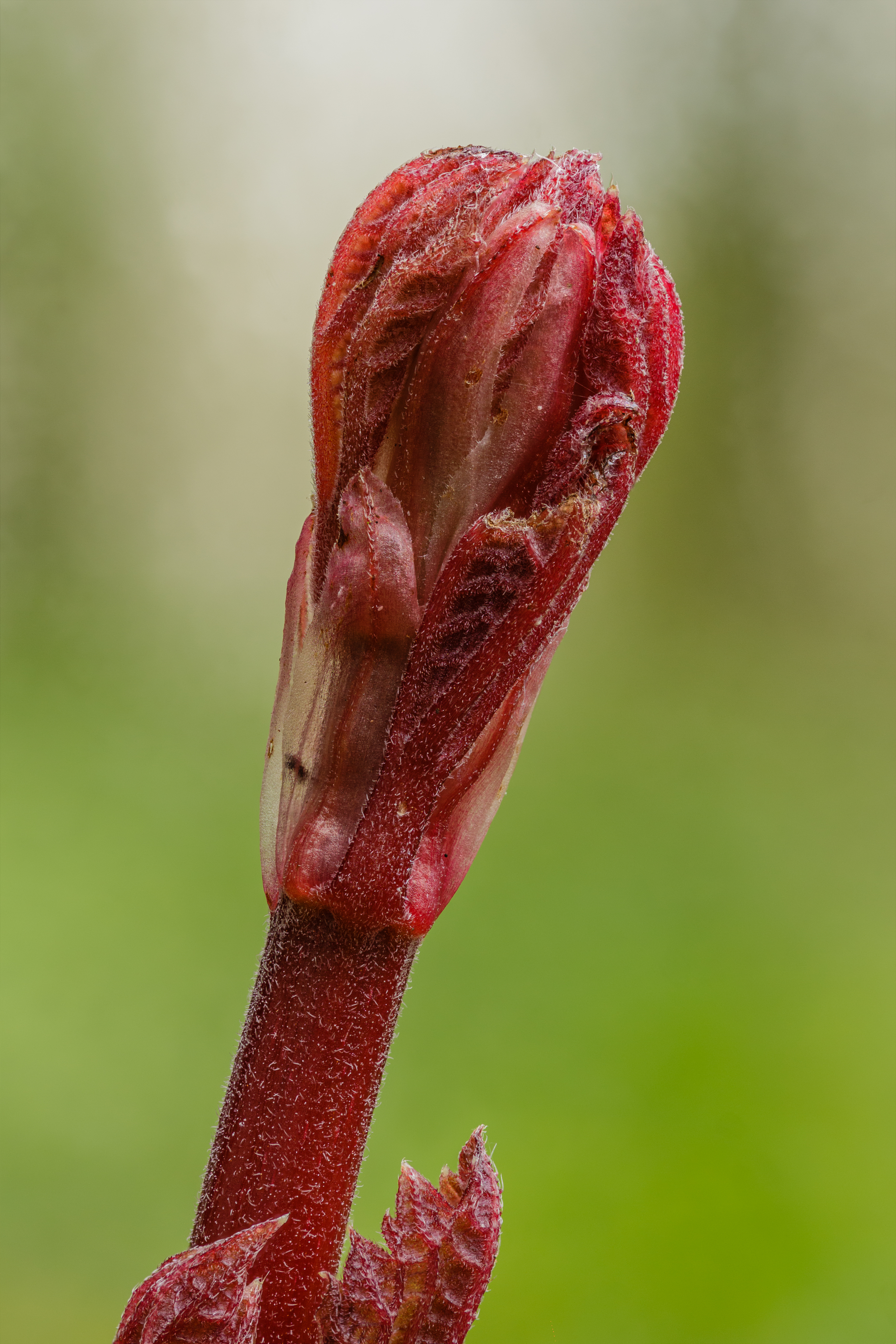
Jeune pousse rouge émergente d'un Boehmeria nivea.

- Boehmeria sieboldiana
- Boehmeria stipularis Wedd.
- Boehmeria ulmifolia Wedd.